# دانييلا بينيدا
دانييلا بينيدا (مواليد 20 فبراير 1987) هي ممثلة، كوميدية وكاتبة أمريكية، شاركت في سلسلة أفلام الحديقة الجوراسية.